# Juin 1896

## Événements

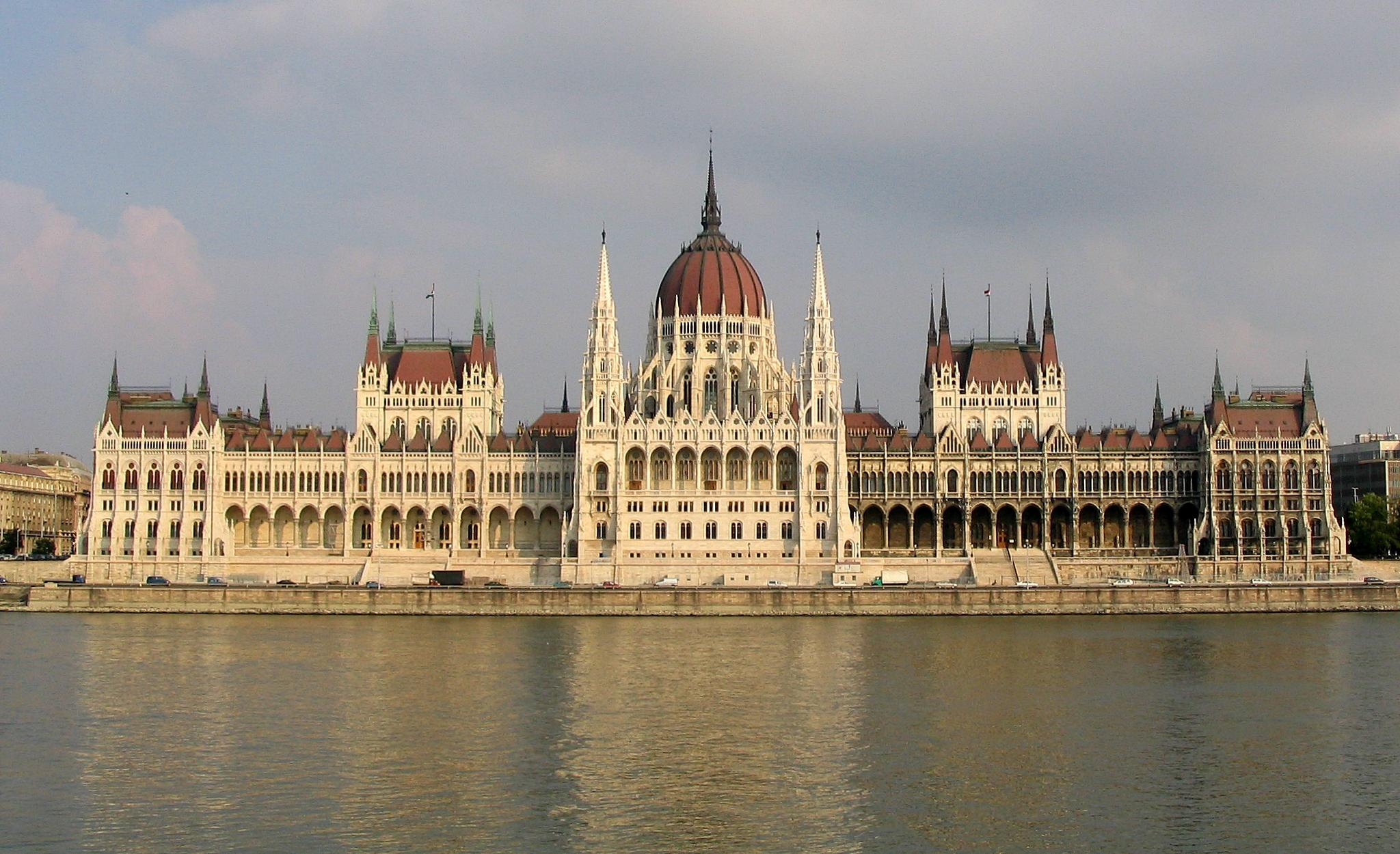
8 juin : parlement de Budapest

- 3 juin : traité entre la Chine et la Russie prévoyant une alliance défensive contre le Japon.

- 8 juin : inauguration du parlement hongrois, reconstruit par l’architecte Imre Steindl, à l'occasion de l'Exposition du millénaire.

- 15 juin : un tsunami tue 27 000 personnes au Japon.

- 16 juin, France : arrêt Teffaine sur la responsabilité du fait des choses.

- 22 juin : Jean-Baptiste Marchand reçoit le commandement d’une mission d’exploration baptisée Mission Congo-Nil. Il part de Marseille et arrive à Loango un mois plus tard, avec pour but de joindre les deux océans (1896-1899).

- 23 juin : Élection fédérale canadienne de 1896. Le parti libéral mené par Wilfrid Laurier remporte les élections. La Question des écoles du Manitoba fut un enjeu de cette élection.

## Naissances
- 5 juin : Federico Garcia Lorca, poète, dramaturge, Artiste peintre, pianiste et compositeur espagnol.
- 7 juin : Imre Nagy, homme politique hongrois, († 16 juin 1958).
- 12 juin : Khim Tit, premier ministre cambodgien

## Décès
- 8 juin : Jules Simon (François-Jules Suisse), philosophe et homme d'État français (° 27 décembre 1814).
- 23 juin : Joseph Prestwich, géologue britannique.
- 25 juin : Samuel Leonard Tilley, premier ministre de la colonie du Nouveau-Brunswick et père de la confédération.